# ألبرت ماير (مصور)
ألبرت ماير (بالألمانية: Albert Meyer) (و. 1857 – 1924 م) هو مصور ألماني، توفي في درسدن، عن عمر يناهز 67 عاماً.